# 事例証拠
事例証拠（じれいしょうこ、英: Anecdotal evidence）は、逸話や風聞などの形態をとる形式的でない証拠である。事例証拠とはいっても、「実際に起こった事例に基づいた信頼しうる証拠」という意味ではなく、むしろ正反対の意味に用いられる。根拠に基づく医療のような科学的根拠の反対語として使われることが多く、科学的根拠は形式的な証拠とされる。事例証拠の性質上、科学的方法を使った調査ができない場合があり、科学的証拠としての資格が得られない場合がある。事例証拠の誤用は一種の誤謬である。事例証拠は典型例とは限らない。何が典型的かは統計学的により正確に決定される。
製品/サービス/アイデアの広告やプロモーションに使われた場合、事例証拠は推薦文などと呼ばれ、法律によって禁止されている場合もある。法律関連でも一種の証言を事例証拠と呼ぶことがある。心理学によると、典型例よりも特殊例の方が記憶されやすいと言われている。
事例証拠の全ての形式において、客観性のある独自の評価をすれば、その信頼性は疑わしいものとなるかもしれない。それは、情報の収集・文書化・表現、あるいはそれらの組み合わされた非形式性の結果である。この用語は文書化されていない証拠を意味することが多い。そのため、事例証拠の信頼性はそれを提出した者（あるいは集団）の信頼性に依存する。

## 科学における事例証拠
科学において、事例証拠は次のように定義される。
- 「事実や入念な研究に基づかない情報」[2]
- 「非科学的な報告や研究結果であり、証明されていないが、調査結果を補助するもの」[3]
- 「通常、科学的でない観察者が行った報告」[4]
- 「厳密あるいは科学的分析ではない、略式の報告」[5]
- 「風聞として流布した情報だが、科学的には文書化されていないもの」

事例証拠は、その形式性の度合いにおいて様々である。例えば医療において、文書として公表されている事例証拠は case report （事例報告、症例報告）と呼ばれ、専門家による評価対象となるもので、証拠としてはより形式的な部類である。そのような証拠は科学的とは見なされないが、問題となっている現象についてのより厳密な科学的研究の端緒となる可能性がある。例えば、ある研究では副作用に関する 47 の事例報告のうち 35 が後に「はっきり正しい」とされた。
研究者は、新たな仮説を示唆・提案するものとして事例証拠を使うこともあるが、決して仮説を補強する証拠としては使わない。

## 誤った論理と事例証拠
事例証拠は、しばしば非科学的あるいは疑似科学的とされる。それは、その証拠の収集や説明に際して、何らかの認知バイアスが働く可能性があるためである。例えば、何らかの超自然的なものや宇宙人に遭遇したと主張する人は非常に詳しく体験を語るが、その場合に反証可能性は存在しない。このような現象は、バーナム効果によって多人数の集団にも発生しうる。
事例証拠は、利用可能性ヒューリスティクスを通してよく誤解され、発生頻度を過大評価されることがある。原因と結果の関連が明らかであるとき、人々はそのような効果をもたらす原因事象の発生確率を過大評価する傾向がある。特に、鮮明で感情的な逸話はもっともらしく感じられ、より大きな重み付けをされる傾向がある。関連した問題として、一般に全ての断片的な事例証拠を評価することは不可能であり、母集団の中で同様の経験をしていながら事例報告していない人の割合を評価することも不可能である。
非科学的な事例証拠は、前後即因果の誤謬という誤謬的推論を伴うのが典型的である。例えば、相関関係と因果関係を混同し、ある事象の後に別の事象が発生したとき、最初の事象が次の事象の原因であると結論する傾向がある。別の誤謬として、帰納的推論に関するものもある。実際、ある逸話が論理的な結論ではなく望ましい結論を描いていた場合、誤った一般化や早まった一般化の疑いがある。次の例は、望ましい結論の証明として提示された事例証拠である。
「神が存在していて、今日も奇跡を起こしているという豊富な証拠がある。ちょうど先週、私はある少女が癌で死にかけていると知った。彼女の家族は全員で教会に行って、彼女のために祈り、彼女の癌は治った。」
このような逸話には強力な説得力があるが、科学的あるいは論理的には何も証明していない。その子供は家族が祈らなくとも治癒したかもしれず、回帰の誤謬の例であるかもしれない。事例証拠は偽薬効果と区別できない。二重盲検法による無作為な治験によってのみ、仮説を検証できる。
修辞学に関するサイト には次のような説明がある。
例えば、事例証拠は定義上、他の証拠に比べて統計的な信頼性に乏しく、説明は権威の重み付けを伴わない。しかし事例証拠も説明も我々の前提についての理解に影響を与え、結果として我々の判断にも影響を与える。説明や逸話の相対的な力は、一般にそれが支持している前提への明快さと適用可能性の機能である。
対照的に、科学や論理では「説明の相対的な力」は、それを標準的なケースとするための検証可能性に基づいている。すなわち、中立的条件で他の研究者が納得できる方法で完璧に検証され、他の研究者が追試できる必要がある。

## 法律
証人による証言は、法律における証拠の典型的な形態であり、法律には証人による証拠の信頼性や確実性を検証する機構が備わっている。証拠を評価する法的プロセスは形式化されている。場合によっては、複雑訴訟形態の一部として証人が嫌がらせの証言を事例証拠として語る可能性もある。しかし、証言は検証され、信頼性を担保される。そのための手法の例として、質問、複数の証人による証拠、文書、ビデオなどがある。確証や具体的証拠がないために、法廷に証言の証拠能力を検証する手段がない場合、その証言は判決を検討する際にあまり重視されないことになる。

## 法的証拠としての科学的証拠
場合によっては、科学的証拠が法廷で法的証拠として提示されることもある。実際アメリカ合衆国では、専門家による証言は Daubert standard を満たさなければならない。この規則により、専門家が証拠を示す前に、その方法論が多くの科学者に広く受け入れられている必要がある。場合によっては、事例証拠もこの基準を満たす必要がある（他の証拠を補強あるいは反駁する事例報告など）。